# Weert
Weert (limburguès Wieërt) és un municipi de la província de Limburg, al sud-est dels Països Baixos. L'1 de gener del 2009 tenia 48.315 habitants repartits sobre una superfície de 105,44 km² (dels quals 0,89 km² corresponen a aigua). Limita al nord amb Cranendonck (NB) i Nederweert, a l'est amb Leudal i al sud amb Bocholt, Bree i Kinrooi.

## Centres de població
- Altweerterheide
- Leuken
- Laar
- Stramproy
- Swartbroek
- Tungelroy
- Weert

## Ajuntament
El consistori consta de 29 regidors
- PvdA 7 regidors
- CDA 6 regidors
- WEERT Lokaal 6 regidors
- VVD 5 regidors
- SP 3 regidors
- D66 1 regidor
- Kernpunt 1 regidor